# Alfabet wspomnień

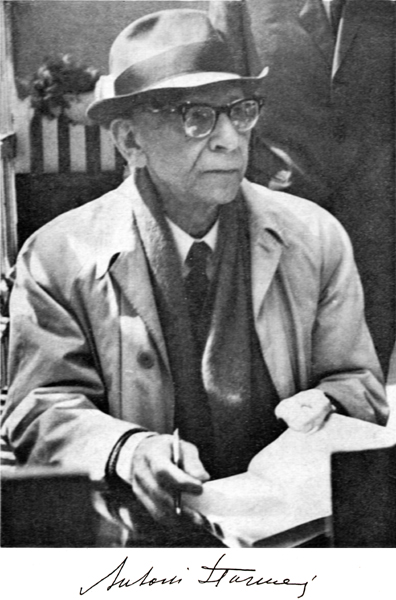
Antoni Słonimski

Alfabet wspomnień – książka wspomnieniowa Antoniego Słonimskiego, po raz pierwszy wydana nakładem Państwowego Instytutu Wydawniczego w 1975 r.
Książka stanowi zbiór wspomnień pisarza w układzie alfabetycznym. Poszczególne hasła (różnej długości) są poświęcone głównie postaciom, z którymi stykał się Słonimski; wśród nich są m.in. Władysław Anders, Tadeusz Boy-Żeleński, Władysław Broniewski, Stanisław Cat-Mackiewicz, Maria Dąbrowska, Franciszek Fiszer, Witold Gombrowicz, Karol Irzykowski, Juliusz Kaden-Bandrowski, Jan Lechoń, Bolesław Leśmian, Władimir Majakowski, Kornel Makuszyński, Adolf Nowaczyński, Maria Pawlikowska-Jasnorzewska, Pablo Picasso, Józef Piłsudski, Luigi Pirandello, Bolesław Prus, Ksawery Pruszyński, Stanisław Przybyszewski, George Bernard Shaw, Stefan Starzyński, Lucjan Szenwald, Julian Tuwim, Herbert George Wells, Stanisław Ignacy Witkiewicz, Stefan Żeromski.
Część haseł Słonimski poświęcił własnej rodzinie („Ciotki”, „Saga rodu Słonimskich”) oraz twórczości literackiej i swoim przeżyciom na emigracji i po wojnie: „Pikador”; „Murzyn warszawski”; hasło „Krzemieniec”, opowiadające o ucieczce z Warszawy do Zaleszczyk po wybuchu II wojny światowej w 1939 r.; „Chorzów”, opisujące ewakuację z Francji do Wielkiej Brytanii w 1940 r.; „Londyn”, przedstawiające życie w stolicy Wielkiej Brytanii podczas wojny; „Powrót” (opis powrotu pisarza do Polski po wojnie); „Urząd”, w którym pisał o swojej pracy na stanowisku prezesa Związku Literatów Polskich w latach 1956–1959.
Niektóre hasła mają charakter problemowy: „Inteligent”, „Kontakty”, „Podręczniki”, „Protesty”.
Pierwsze wydanie Alfabetu wspomnień w 1975 r. w ośmiu miejscach zostało poddane ingerencji cenzury. Fragmenty te zostały przywrócone w drugim wydaniu w 1989 r.
Alfabet wspomnień stał się wzorem dla późniejszych publikacji innych autorów o podobnym charakterze, m.in. Abecadła Kisiela Stefana Kisielewskiego i Alfabetu Urbana Jerzego Urbana.